# El Zapotal (archäologische Stätte)

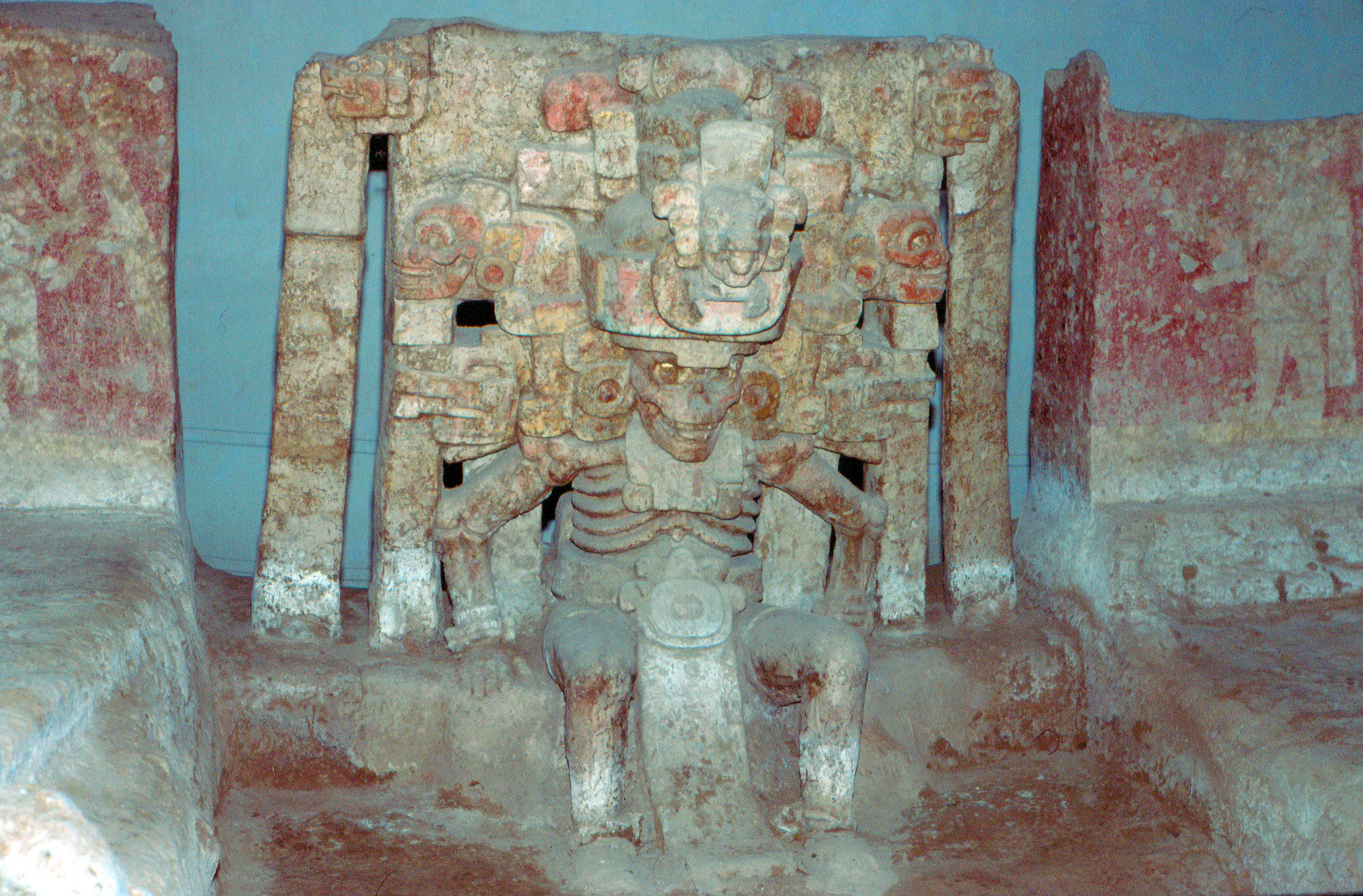
El Zapotal – Mictlantecuhtli-Figur

El Zapotal ist eine archäologische Stätte der Totonaken im Municipio Ignacio de la Llave im Norden des mexikanischen Bundesstaats Veracruz.

## Lage
Die archäologische Stätte befindet sich beim gleichnamigen Ort El Zapotal. Dieser liegt ca. 200 km (Fahrtstrecke) nordwestlich der bedeutenden Ausgrabungsstätte von El Tajín bzw. ca. 420 km nordwestlich der Stadt Veracruz und ist etwa 50 km (Luftlinie) von der Küste des Golfs von Mexiko entfernt.

## Geschichte
Die der Kultur der Totonaken zugerechnete Stätte von El Zapotal entstand ab dem 3. Jahrhundert und erlebte ihre Blütezeit vom 6. bis zum 9. Jahrhundert. Sie wurde im Jahr 1971 bei Bauarbeiten zufällig entdeckt und ist bislang (2023) nur zum Teil ausgegraben.

## Ausgrabungsstätte
Es wurden zahlreiche Gebäudestrukturen entdeckt, von denen jedoch nur wenige freigelegt und restauriert wurden. Bislang wichtigster Fund ist ein „Schrein“ mit einer bemalten, aber ungebrannten Lehmfigur des auf einem Thron sitzenden Totengottes Mictlantecuhtli, der anhand seiner skelettartig hervortretenden Rippen identifiziert werden konnte. Auf zwei Wandstelen seitlich des Gottes sind gemalte Figuren zu sehen, die möglicherweise Opfergaben darbringen oder entsprechende Zeremonien veranstalten. Der Schrein ist von einer Art „Beinhaus“ umgeben, das aus zahlreichen Tonfiguren bestand. Unter ihnen heben sich die sogenannten „Lächelnden Gesichter“ (Caritas sonrientes) und eine Gruppe von Frauen mit nacktem Oberkörper, die als „Erdfrauen“ (Señoras de la Tierra) bezeichnet werden, besonders hervor.